# San Millán de Juarros
San Millán de Juarros es una localidad del municipio burgalés de Ibeas de Juarros, en la Comunidad Autónoma de Castilla y León (España). 

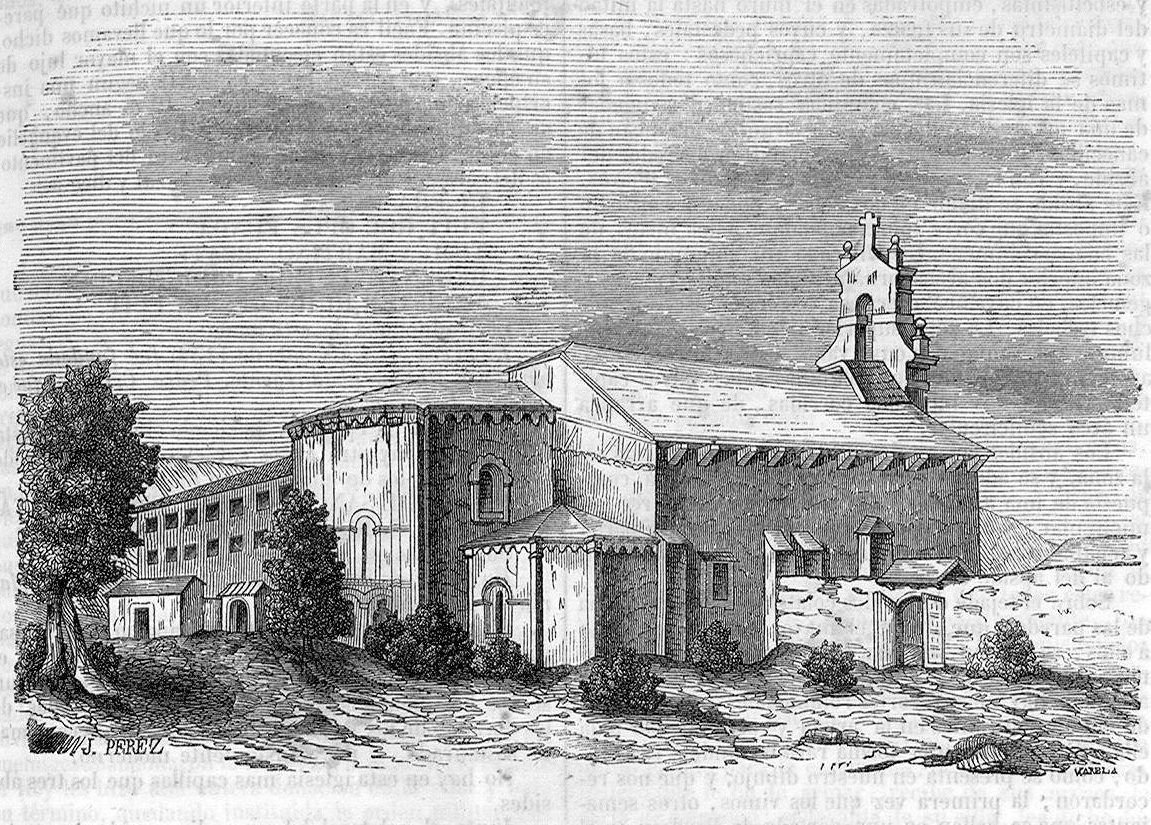
Grabado decimonónico del monasterio de San Cristóbal de Ibeas

La iglesia está dedicada a San Millán Abad.
Posee un puente originario del siglo XII, denominado puente de San Andrés.

## Localidades limítrofes
Confina con las siguientes localidades:
- Al norte con Ibeas de Juarros.
- Al sureste con Mozoncillo de Juarros.
- Al sur con Cuzcurrita de Juarros y Espinosa de Juarros.
- Al oeste con Castrillo del Val.

## Historia
Prehistoria
Comenzamos en el Mioceno (hace 10 millones de años), durante ese periodo el actual término de la pedanía estaba sumergido en un gran lago salado de poca profundidad.
Respecto al hábitat del lago conocemos una abundante presencia del gasterópodo Terebra dislocata, una especie de caracolillo de mar.
La evaporación progresiva del lago propició a la formación de yeso debido al sometimiento de un agua rica en sulfatos y cloruros a un clima cálido y seco. 
A día de hoy podemos encontrar este mineral en su estado natural en la ladera paralela al camino de Ibeas. También existe un término llamado yeserías en la ladera que existe frente a la antigua fábrica de papel de Molintejado, esa denominación nos hace pensar en la posible existencia de alguna explotación de este mineral en algún momento de la historia.
Diccionario de Madoz
Así se describe a San Millán de Juarros en el tomo XI del Diccionario geográfico-estadístico-histórico de España y sus posesiones de Ultramar, obra impulsada por Pascual Madoz a mediados del siglo XIX:

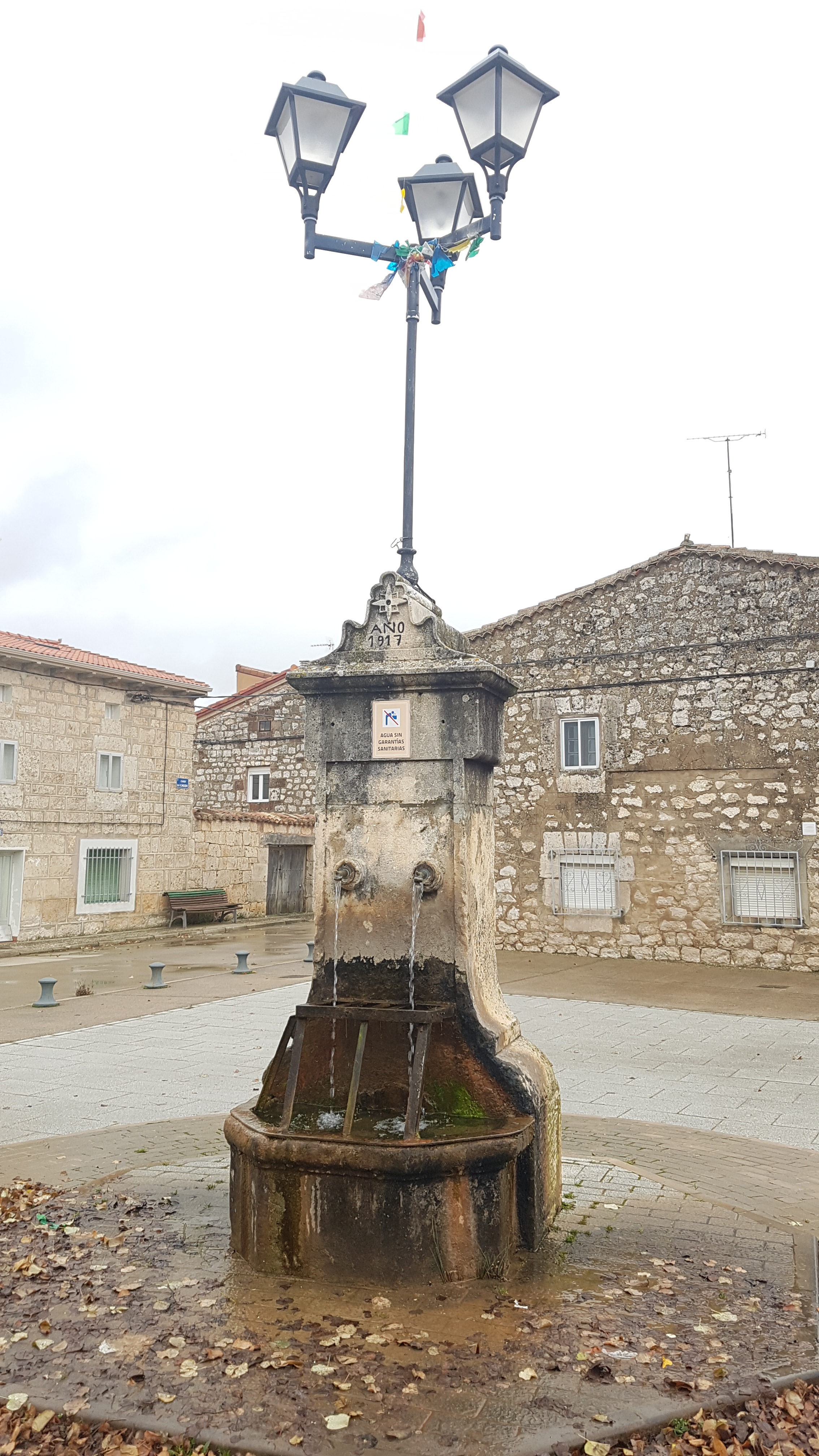
Fuente San Millán de Juarros

Lugar con ayuntamiento en la provincia, partido judicial, diócesis, audiencia territorial y capitanía general de Burgos (2 leguas). Situado a la falda de una cuesta a cuyo pie pasa un río que nace de una fuente en Brieva; su clima es frío y propenso a pulmonías, siendo el viento N el que reina con más frecuencia. Tiene 46 casas, una iglesia parroquial (San Millán), servida por un cura párroco y un sacristán; y una escuela de primeras letras dotada con 16 fanegas de grano, además de la retribución que pagan los niños que a ella concurren. Confina el término N Castrillo del Val; E Cuzcurrita de Juarros; S Mozoncillo, y O Ibeas de Juarros; comprende una fábrica de papel inutilizada, en la cual hay dos habitantes, y un convento, que fue de premostratenses titulado San Cristóbal de Ibeas, con una magnífica iglesia compuesta de tres naves. El terreno participa de monte y llano; le baña el río Arlanzón, sobre el cual existe un puente de piedra con 13 arcos; a este río se unen otros dos en el término del pueblo que se describe, de los que uno viene de Brieva y el otro de Cueva de Juarros; hay algo de monte y varios sotos. Caminos: el que dirige de Burgos a Pineda de la Sierra. Correos: la correspondencia se recibe de aquella ciudad. Producciones: alaga, mocho y centeno en pequeña cantidad, cebada, avena, toda clase de legumbres y abundantes pastos; ganado lanar, yeguar y vacuno; caza de perdices y liebres; y pesca de truchas y cangrejos en abundancia. Industria: la agrícola y dos molinos harineros. Población: 25 vecinos, 108 almas. Capital productivo: 426.500 reales. Imponible: 41.564. Contribución: 2.700 reales 22 maravedíes.
Diccionario geográfico-estadístico-histórico de España y sus posesiones de Ultramar

## Demografía
Evolución de la población
| Gráfica de evolución demográfica de San Millán de Juarros entre 2000 y 2017 |
|                                                                             |
| Población de derecho (2000-2017) según el padrón municipal del INE          |